# Aspidosperma macrocarpon
Aspidosperma macrocarpon är en oleanderväxtart som beskrevs av Carl Friedrich Philipp von Martius. Aspidosperma macrocarpon ingår i släktet Aspidosperma och familjen oleanderväxter. Inga underarter finns listade i Catalogue of Life.